# 28449 Ericlau
28449 Ericlau è un asteroide della fascia principale. Scoperto nel 2000, presenta un'orbita caratterizzata da un semiasse maggiore pari a 2,6668358 UA e da un'eccentricità di 0,0705679, inclinata di 4,25969° rispetto all'eclittica.